# جنیفر کسی
جنیفر کسی (انگلیسی: Jennifer Kessy؛ زادهٔ ۳۱ ژوئیهٔ ۱۹۷۷) یک بازیکن والیبال ساحلی اهل ایالات متحده آمریکا است. 